# Paul Jouffrault
Paul Jouffrault est un général de l'Armée française et résistant né le 20 mars 1885 à Montpon-sur-l'Isle (Dordogne) et décédé le 5 juin 1944 au camp de concentration de Natzweiler-Struthof.

## Biographie
Il est le fils de Camille Jouffrault.
Diplômé de L'École Militaire de Saint-Cyr en 1909 (promotion Centenaire de l'École), Paul Jouffrault sert dans l'armée française durant l'intégralité de la Première Guerre mondiale et accèdera au grade de colonel en 1937.
Commandant à Senlis du 4e régiment de spahis marocains de 1936 à 1940, Paul Jouffrault prend part à la tête de la 1re brigade de spahis aux combats contre les troupes allemandes au Luxembourg puis en France durant les mois de mai-juin 1940. Il est par la suite promu au grade de Général de brigade commandant le territoire d'Oujda au Maroc, au sein de l'Armée d'armistice. Il occupera ce poste jusqu'à fin septembre 1942, date de mise en retraite par le régime de Vichy. Dès son retour en métropole, il rejoint avec son fils Frédéric Jouffrault la Résistance à l'état-major de l'Organisation civile et militaire comme responsable de l'Armée Secrète du Sud-Ouest.
Paul Jouffrault est à ce titre arrêté par la Gestapo le 4 août 1943 et emprisonné à Poitiers. Il est ensuite déporté le 9 mars 1944 de Paris (gare de l'Est) vers le camp de Natzweiler-Struthof. Interné classé « NN » (Nacht und Nebel) sous le matricule 7874, il y décède le 5 juin 1944. Il est déclaré « mort en déportation ».
Son fils Frédéric Jouffrault, également déporté aux camps de Natzweiler-Struthof puis de Dachau, survivra lui à sa détention.

## Distinctions
- Officier de la Légion d'honneur (19 décembre 1934)[10]
- Croix de guerre 1914–1918
- Médaille de la Résistance française (4 octobre 1954)[11]

### Autobiographie
- Paul Jouffrault, Les spahis au feu : la 1re Brigade de Spahis pendant la campagne 1939-1940. Préf. par Robert d'Harcourt, Charles-Lavauzelle, 1948 (lire en ligne)[12]